# ملحقات الاحقاق
ملحقات الاحقاق کتابی از سید شهاب الدین مرعشی نجفی است که در سال ۱۳۷۳ منتشر و در مراسم کتاب سال جمهوری اسلامی ایران به‌عنوان کتاب برگزیده معرفی شد.